# Donat Acklin
Donat Acklin (n. 6 iunie 1965, Herznach⁠(d), Herznach-Ueken⁠(d), cantonul Aargau, Elveția) este un bober ce a reprezentat Elveția, medaliat olimpic. A participat la trei ediții ale Jocurilor Olimpice (1988, 1992, 1994) în care a câștigat două medalii de aur, o medalie de argint și o medalie de bronz.